# Cheques sustitutivos en Estados Unidos
Un cheque sustitutivo (también llamado Documento de Sustitución de Imagen o IRD) es un instrumento negociable que es una reproducción digital de un cheque original en papel. Como instrumento de pago negociable en Estados Unidos, un cheque sustitutivo mantiene el estatus de "cheque legal" en lugar del cheque original en papel, tal y como autoriza la Ley de Compensación de Cheques para el Siglo XXI (Check 21 Act). En lugar de presentar los cheques originales en papel, las instituciones financieras y los centros de procesamiento de pagos transmiten los datos de los cheques sustitutivos electrónicamente mediante el proceso de liquidación, a través del Sistema de la Reserva Federal de Estados Unidos, o compensando los depósitos sobre la base de acuerdos privados entre instituciones financieras miembros. Las instituciones financieras que procesan cheques sustitutivos de conformidad con dichos acuerdos privados suelen ser miembros de una cámara de compensación que opera bajo el Código Comercial Uniforme (UCC).
Un cheque sustitutivo se reconoce como un cheque legal siempre que el instrumento cumpla los requisitos, que incluyen la reproducción fiel del cheque en papel y la garantía del instrumento por parte del "banco reconversor": la institución financiera que creó el cheque sustitutivo o la primera institución financiera que lo transfirió o presentó durante el proceso de compensación de cheques. Los cheques sustitutivos también están sujetos a la UCC, a las leyes federales y estatales sobre cheques y a la normativa sobre derechos de los consumidores. Aunque un cheque sustitutivo está sujeto a la UCC y a las leyes estatales y federales sobre cheques, la Ley del Cheque 21 prevalece sobre estas otras leyes y normativas para este instrumento.

## Especificaciones y normas
El Accredited Standards Committee X9 (ASC X9), un comité de desarrollo de normas acreditado por el American National Standards Institute (ANSI), mantiene, promueve y apoya las normas técnicas financieras para los procedimientos, la entrega y las transacciones de productos y servicios financieros, incluidos los Documentos de Sustitución de Imagen y otros instrumentos financieros. La American National Standard (ANS) X9.100-140 cubre específicamente las especificaciones para el contenido, el procesamiento y la calidad de los Documentos de Sustitución de Imagen.
Algunas normas que existen para los cheques en papel también se aplican a los documentos de sustitución de imagen. Estas normas incluyen ANS X9.100-160-2 (Magnetic Ink Printing (MICR)), Parte 2, External Processing Code (EPC) Field Use);ANS X9.100-181 (Specifications for TIFF Image Format for Image Exchange); y ANS X9.100-187 (Specifications for Electronic Exchange of Check and Image Data - Domestic) que también cubren los depósitos electrónicos mediante teléfonos móviles.

## Elementos de pago elegibles para truncamiento y reconversión
En virtud de la Ley Check 21, todos los cheques en papel e instrumentos similares de Estados Unidos pueden truncarse y reconvertirse en cheques sustitutivos, incluidos los cheques de consumo (personales), los cheques comerciales (de empresa), los giros postales, los cheques de viaje, los cheques de anticipo de efectivo o de conveniencia vinculados a cuentas de tarjetas de crédito y de cargo, los cheques de desembolso controlado y los cheques de pago mediante giro, además de las órdenes del Gobierno y los cheques del Tesoro de Estados Unidos.La Ley Check 21 permite a cualquier institución financiera (como un banco comercial o una cooperativa de crédito) que participe en el proceso de cobro de cheques eliminar o truncar el cheque en papel original del proceso de cobro o devolución y reconvertir el cheque en papel en un cheque sustitutivo. La eliminación del cheque original en papel de cualquiera de los dos procesos no requiere un acuerdo previo entre el banco de primer depósito (BOFD) y el "banco pagador".
La eliminación del cheque en papel del proceso de compensación ahorra a los sectores bancario y de gestión de tesorería costes de manipulación, clasificación, transporte, almacenamiento, salvaguarda y envío. Después de que la entidad financiera trunque el cheque en papel original y lo reconvierta en un cheque sustitutivo, la entidad financiera puede entonces almacenar o archivar el cheque en papel, devolver el cheque en papel a su propio cliente de acuerdo con la legislación estatal, o destruir posteriormente el cheque en papel.

## Requisitos legales
Un cheque sustitutivo correctamente preparado se considera el equivalente legal del cheque original en papel que puede aceptarse como pago o prueba de pago de la misma manera que el cheque original. Todo cheque sustitutivo debe cumplir los siguientes requisitos antes de que pueda ser reconocido como el equivalente legal del cheque original:
1. El cheque sustitutivo debe representar con exactitud toda la información representada en el anverso y reverso del cheque original en papel en el momento en que la entidad financiera retira o trunca el cheque del proceso, incluidos los nombres del ordenante y del beneficiario, los importes de cortesía y legales, los endosos y la información de codificación, entre otros detalles.
2. El cheque sustitutivo debe representar fielmente la línea MICR del cheque original.
3. El cheque sustitutivo debe llevar la leyenda "Esta es una COPIA LEGAL de su cheque. Puede utilizarla del mismo modo que utilizaría el cheque original".
4. La entidad financiera o el procesador deben proporcionar una garantía para el cheque sustitutivo. Esta garantía debe ser proporcionada por la entidad financiera cuando elimina o trunca el cheque original en papel del proceso de cobro o devolución y reconvierte el cheque en papel en un cheque sustitutivo .
5. La entidad financiera o el procesador que truncó el cheque original debe seguir las normas ASC X9.100-140 en la captura de imágenes de cheques y datos MICR cuando produzca el cheque sustitutivo.[2]

Los extractos de imágenes que incluyen una serie de fotografías o imágenes de cheques originales en papel y/o cheques sustitutivos, fotocopias de los cheques originales e imágenes de cheques publicados en línea no se reconocen como equivalentes legales de los cheques sustitutivos. A diferencia de un cheque sustitutivo, una fotocopia de un cheque no puede presentarse a través del proceso de compensación de cheques para su liquidación porque la fotocopia no se adhiere estrictamente a los requisitos para los cheques sustitutivos en virtud de la Ley Check 21.
Dado que los cheques sustitutivos se consideran cheques legales, los cheques sustitutivos están sujetos a las leyes y reglamentos vigentes en materia de cheques. Otras leyes y reglamentos que rigen los cheques sustitutivos en los Estados Unidos incluyen la Ley de Disponibilidad Acelerada de Fondos, el Artículo 3 (Instrumentos Negociables), y el Artículo 4 (Depósitos Bancarios y Cobros) del Código Comercial Uniforme (UCC), junto con una variedad de leyes reguladoras estatales y federales. Las leyes federales de EE. UU. que también afectan a los cheques sustitutivos incluyen regulaciones de la Reserva Federal que prevén el reembolso del importe del cheque sustitutivo en caso de fraude y pagos duplicados causados por la liquidación tanto del cheque sustitutivo como del cheque original utilizado para crear el cheque sustitutivo. Si alguna ley estatal, ley federal o disposición del UCC entra en conflicto con la Ley del Cheque 21, la Ley del Cheque 21 tiene prioridad en la medida de las inconsistencias entre esas leyes y disposiciones.

## Proceso de compensación

### Proceso de cobro a plazo
Cada cheque sustitutivo procesado para su cobro anticipado se codifica con un "4" como código de procesamiento externo (EPC) en la posición 44 de la línea MICR, tal y como exige la norma ANS X9.90.Un ejemplo del proceso de cobro anticipado de cheques sustitutivos incluye los siguientes pasos para las instituciones financieras que procesan depósitos a través del Sistema de la Reserva Federal:
1. El beneficiario endosa el cheque original en papel y lo presenta para su depósito en la institución financiera, como un banco comercial o una cooperativa de crédito (denominada institución financiera depositaria).
2. La entidad financiera depositaria (Banco 1 - denominado banco de primer depósito o BOFD) estampa su endoso en el reverso del cheque original.
3. El Banco 1 captura una imagen del anverso y el reverso del cheque original y los datos de la línea MICR del anverso del cheque. A continuación, el Banco 1 elimina o trunca el cheque original del proceso de compensación y utiliza la imagen del cheque, los datos MICR, su propio endoso electrónico y los endosos electrónicos para crear un cheque sustitutivo.
4. El Banco 1 transmite electrónicamente la imagen del cheque y los datos de la línea MICR capturados del cheque original al banco pagador (Banco 2) para su liquidación. Si no existe un acuerdo entre el Banco 1 y el Banco 2 para intercambiar imágenes y datos de cheques, el Banco 1 debe proporcionar al Banco 2 el cheque original o el equivalente legal del cheque sustitutivo.
5. Como banco pagador, el Banco 2 utiliza la imagen del cheque y los datos MICR o la información del cheque sustitutivo recibido del Banco 1 para procesar la partida durante el curso normal de la liquidación.
6. Tras el proceso de liquidación, el Banco 2 proporciona una copia del cheque sustitutivo al cliente que emitió el cheque original o incluye información sobre el cheque sustitutivo en el extracto mensual o periódico de dicho cliente.

Cualquier institución financiera que participe en el proceso de cobro aplazado (o devolución) puede convertirse en la institución financiera reconvertidora si crea el cheque sustitutivo para su transmisión y liquidación.

### Proceso de devolución de cheques rechazados
Si un cheque sustitutivo debe devolverse impagado por insuficiencia de fondos (cheque rechazado o sin fondos), el banco pagador (Banco 2) marca el concepto NSF (fondos insuficientes) como motivo de la devolución. En este caso, el banco 2 codifica un "5" como EPC en la línea MICR para identificar el cheque sustitutivo según ANS X9.90,junto con el número de ruta de la institución financiera depositaria y el importe en dólares del cheque sustitutivo. El Banco 2 codifica esta información en una banda de devolución, banda perforada o documento portador que la institución financiera adjunta al cheque sustitutivo rechazado[8]. A continuación, el banco pagador devuelve el cheque sustitutivo rechazado a través del proceso de enrutamiento al BOFD (Banco 1) para su tratamiento posterior. Una vez que el Banco 1 recibe el cheque sustitutivo rechazado, la institución financiera emite una notificación de cargo a su cliente que depositó u ofreció el cheque para su liquidación.